# Морион (предприятие)
ПАО «Морион» — российское научно-производственное предприятие, специализирующееся на разработке, производстве и обслуживании телекоммуникационного оборудования. В структуре предприятия имеется собственное подразделение НИОКР. Предприятие самостоятельно выполняет технологические операции поверхностного монтажа печатных плат, сборки, тестирования и испытания электронного оборудования.
Включено в Перечень стратегических предприятий России.

## История
- 1 января 1957 года — запуск производства Пермского завода аппаратуры дальней связи. Первая продукция — вводно-кабельные стойки.
- 1961 год — серийный выпуск трехканальной аппаратуры для уплотнения внутрирайонной связи.
- 1965 год — освоение производства оборудования бортовых кабельных сетей для ракет разработки Михаила Янгеля.
- 1971 год — организовано опытно-конструкторское бюро (позднее — научно-исследовательский институт) ОКБ «Такт». Разработана цифровая высокочастотная аппаратура уплотнения «Кама».
- 1974 год — разработана цифровая аппаратура уплотнения ИКМ-30 на базе технологии импульсно-кодовой модуляции.
- 1975 год — оборудование предприятия обеспечивает связь совместного полета космических кораблей «Союз-19» и «Аполлон (ЭПАС)».
- 1980 год — выполнение Олимпийского заказа по обеспечению 6000 телефонных каналов, 500 каналов вещания и 2000 каналов для главного вычислительного центра.
- 1981 год — за вклад в развитие технологий связи завод награждён Орденом Трудового Красного Знамени. Численность коллектива достигает 10 тыс. человек.
- 1987 год — выпуск портативных УКВ-радиоприемников «Юниор» и «Ирень», кассетных магнитофонов «Морион МП-101».
- 1984 год — налажено производство полного усилителя звуковой частоты «Пульсар У-001-стерео»[4].
- 1985 год — разработано четвёртое поколение оборудования цифровых систем уплотнения ИКМ-30-4, которое становится основой городских и сельских автоматических телефонных станций всего СССР. Около 70 % всего каналообразующего оборудования связи СССР производится на Пермском заводе АДС.
- 1993 год — преобразование завода в открытое акционерное общество «Морион».
- 1998 год — запуск первой автоматизированной линии поверхностного монтажа печатных плат.
- 2000 год — разработчиками предприятия освоены технологии HDSL, ADSL, ISDN, ATM. Разработана коммутационная станция КСМ-400, получившая повсеместное внедрение на российских железных дорогах.
- 2006 год — оборудование предприятия обеспечивает связь на саммите G8 в Санкт-Петербурге.
- 2011 год — разработано оборудование связи TDMoIP.
- 2013 год — выполнение Олимпийского заказа по поставке оборудования связи[5].
- 2014 год — ОАО «Морион» признано лучшим предприятием города Перми по эффективности производства и решению социальных вопросов в номинации «Производство электрооборудования, электронного и оптического оборудования»[6].
- 2015 год — подписано соглашение о запуске сборочной линии TV-приставок по лицензии корейской компании Kaon Media Inc[7].

## Собственники
Количество акций на 31.12.2015 г. — 164 640 000 штук.
С 25.11.2016 г. контролируется пермским предпринимателем и депутатом Кузяевым Андреем Равелевичем через ООО «Рубикон», которому принадлежит 82,34 % капитала.
10,66 % принадлежит кипрскому офшору Wincroft Limited.
Прочим акционерам принадлежит 7 % акций.
Общее количество акционеров с ненулевыми остатками в реестре на 01.10.2016 г. — 1221 лиц.
Обыкновенные акции торгуются на Московской бирже под тикетом MCX: MORI.

## Руководство
- Генеральный директор: Бускин Виктор Владимирович
- Председатель совета директоров: Ткаченко Георгий Александрович

Руководство не имеет акций компании.

## Продукция
В структуре выпускаемой продукции лидируют первичные мультиплексоры — ОГМ-Авто , ОГМ-ЗОЕ, ОГМЗОЕМ (82,0 %), оборудование для установки и кроссировки — КГП (14,0 %), которые в общем объеме продаж составляют 96,0 %.

## Деятельность
Предприятие осуществляет деятельность по трем направлениям:
- Инженерия: предпроектные исследования, разработка аппаратно-программных комплексов, составных частей и комплексных решений систем связи и автоматизации;
- Производство и испытания: единичное и серийное изготовление телекоммуникационного оборудования и электроники, в том числе поверхностный монтаж печатных плат, сборка, настройка и испытания электронного оборудования;
- Сервис: монтаж и пусконаладка оборудования связи и автоматизации, обучение обслуживающего персонала, обеспечение ремонта.

ПАО «Морион» включено в сводный реестр организаций оборонной промышленности Российской Федерации. Предприятие является постоянным участником ежегодной отраслевой выставки «Связь-Экспокомм» (Экспоцентр).

## Дочерние компании
- ОАО «Такт» 75 % — выполнение НИОКР
- ОАО «Камател» 100 % — сдача имущества в аренду